# Agonoscelis rutila
Agonoscelis rutila es una especie de hemíptero heteróptero de la familia Pentatomidae. Succiona la savia de la especie de planta Marrubium vulgare, causando la caída de los nuevos brotes. Tienen cinco estadios  ninfales en su desarrollo. Aunque usualmente atacan al marrubio,  pueden también alimentarse de una variedad de otros árboles y arbustos.

## Galería

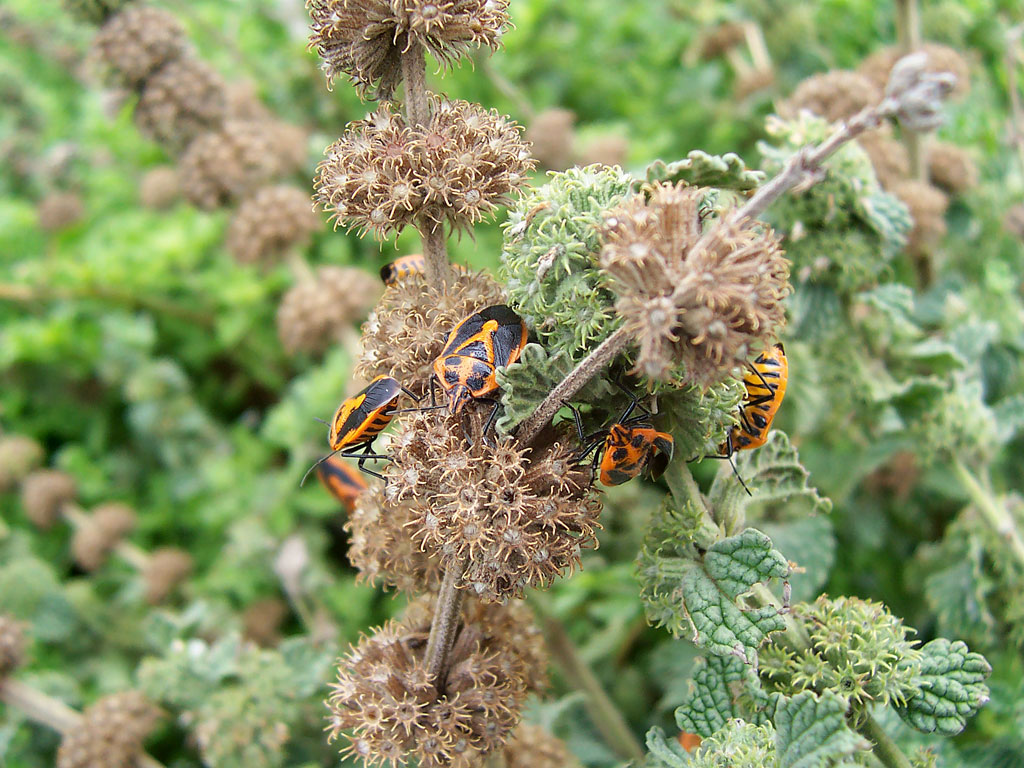
Agonoscelis rutila
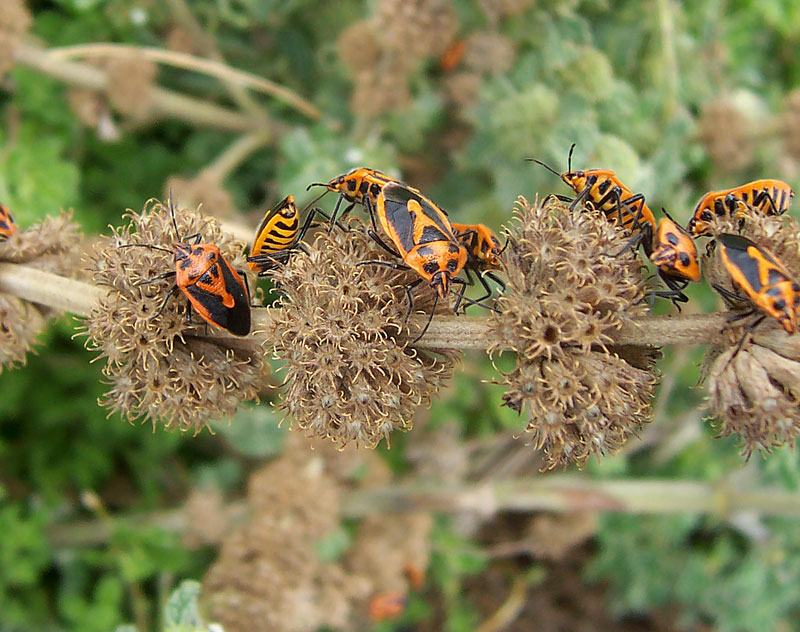
Agonoscelis rutila